# Amaterasupartikeln
Amaterasu-partikeln, uppkallad efter solgudinnan i japansk mytologi, var en ultrahögenergetisk kosmisk stråle som upptäcktes 2021 och senare identifierades 2023 med hjälp av Telescope Array Project-observatoriet i Utah, USA. Denna partikel hade en energi som översteg 240 exa-elektronvolt (EeV) och upptäcktes genom två dussin partiklar som den sände mot markbaserade detektorer. Partikeln tycks ha sitt ursprung i det Lokala Tomrummet, ett tomt område i rymden som gränsar till Vintergatan. Energin hos denna enskilda subatomära partikel motsvarar energin hos en människa som släpper en tegelsten från midjehöjd ner på sin tå. Inget lovande astronomiskt objekt som matchar den riktning från vilken den kosmiska strålen kom har identifierats. Amaterasu-partikeln är den kraftfullaste kosmiska strålen som upptäckts sedan Oh-My-God-partikeln, som mätte runt 320 EeV och upptäcktes 1991.
Forskning, publicerad den 24 november 2023 i tidskriften Science, beskriver partikeln som ett sällsynt fenomen som kan följa partikelfysik okänd för vetenskapen. Det spekuleras att dessa händelser kan härstamma från helt olika platser i rymden och kan involvera okända fysikaliska processer, såsom defekter i rymdtidens struktur eller kolliderande kosmiska strängar.
Kosmiska strålar träffar jordens övre atmosfär och bryter sönder kärnan i syre- och kvävgas, vilket genererar många sekundära partiklar. Dessa partiklar reser en kort sträcka i atmosfären och upprepar processen, vilket resulterar i en skur av miljarder sekundära partiklar som sprids till ytan. Fotavtrycket av denna sekundära skur är massiv och kräver att detektorer täcker ett område lika stort som Telescope Array. Ytdetektorerna använder en svit av instrumentering som ger forskare information om varje kosmisk stråle; signalens tajming visar dess bana och mängden laddade partiklar som träffar varje detektor avslöjar den primära partikelns energi.
Forskarna analyserar också kosmiska strålars sammansättning för ledtrådar om deras ursprung. En tyngre partikel, som järnkärnor, är tyngre, har mer laddning och är mer mottaglig för böjning i ett magnetfält än en lättare partikel som är gjord av protoner från en väteatom. Den nya partikeln är troligtvis en proton.
Telescope Array är unikt positionerad för att upptäcka ultrahögenergetiska kosmiska partiklar. Den ligger på cirka 1 200 meter över havet, den optimala höjden som tillåter maximal utveckling av sekundära partiklar, men innan de börjar sönderfalla. Dess placering i Utahs West Desert ger idealiska atmosfäriska förhållanden: den torra luften är avgörande eftersom fuktighet absorberar det ultravioletta ljuset som är nödvändigt för detektion; och regionens mörka himlar är väsentliga, eftersom ljusföroreningar skulle skapa för mycket brus och dölja de kosmiska strålarna.
Telescope Array genomgår en uppgradering för att bli fyra gånger så känslig som tidigare. Detta kommer att möjliggöra för forskare att fånga fler av dessa sällsynta ultrahögenergetiska kosmiska strålar och spåra deras ursprung mer exakt.